# Туспан (Халиско)
Туспан (исп. Tuxpan) — город в Мексике, в штате Халиско, входит в состав одноименного муниципалитета и является его административным центром. Численность населения, по данным переписи 2020 года, составила 30 471 человек.

## Общие сведения
Название Tuxpan с языка науатль можно перевести как: место обитания кроликов.
В доиспанский период на территории современного Туспана проживали несколько племён индейцев пурепеча, которые были изгнаны около 1510 года, когда потерпели поражение в войне за солончаки.
В 1522 году регион был открыт и завоёван конкистадорами во главе с Кристобалем де Олидом и Хуаном Родригесом де Вильяфуэрте.
В 1536 году монахи-францисканцы основали монастырь для евангелизации местного населения, вокруг которого начало строиться поселение, ставшее современным Туспаном.
28 августа 1969 года поселению был присвоен статус города.
Туспан расположен в 150 км к югу от столицы штата, города Гвадалахара, вблизи федеральных трасс 54 и 54D.

## Население
| Год  | Численность | Численность |
| ---- | ----------- | ----------- |
| 2000 | 25 998      | [ 7 ]       |
| 2010 | 27 523      | [ 8 ]       |
| 2020 | 30 471      | [ 9 ]       |